# 현대 포니
현대 포니(영어: Hyundai Pony)는 1975년부터 1990년까지 현대자동차가 생산한 후륜구동 소형차 및 픽업트럭이다.
대한민국 자동차 공업의 자립을 선언한 차종이다. 대한민국 최초의 고유 모델 자동차로, 대한민국 자동차 역사의 한 획을 그었다는 평가를 받는다. 차명인 포니는 조랑말을 뜻하는 영어 단어인 pony에서 유래하였다.

## 1세대(110)

### 포니(1975년12월~1982년2월)

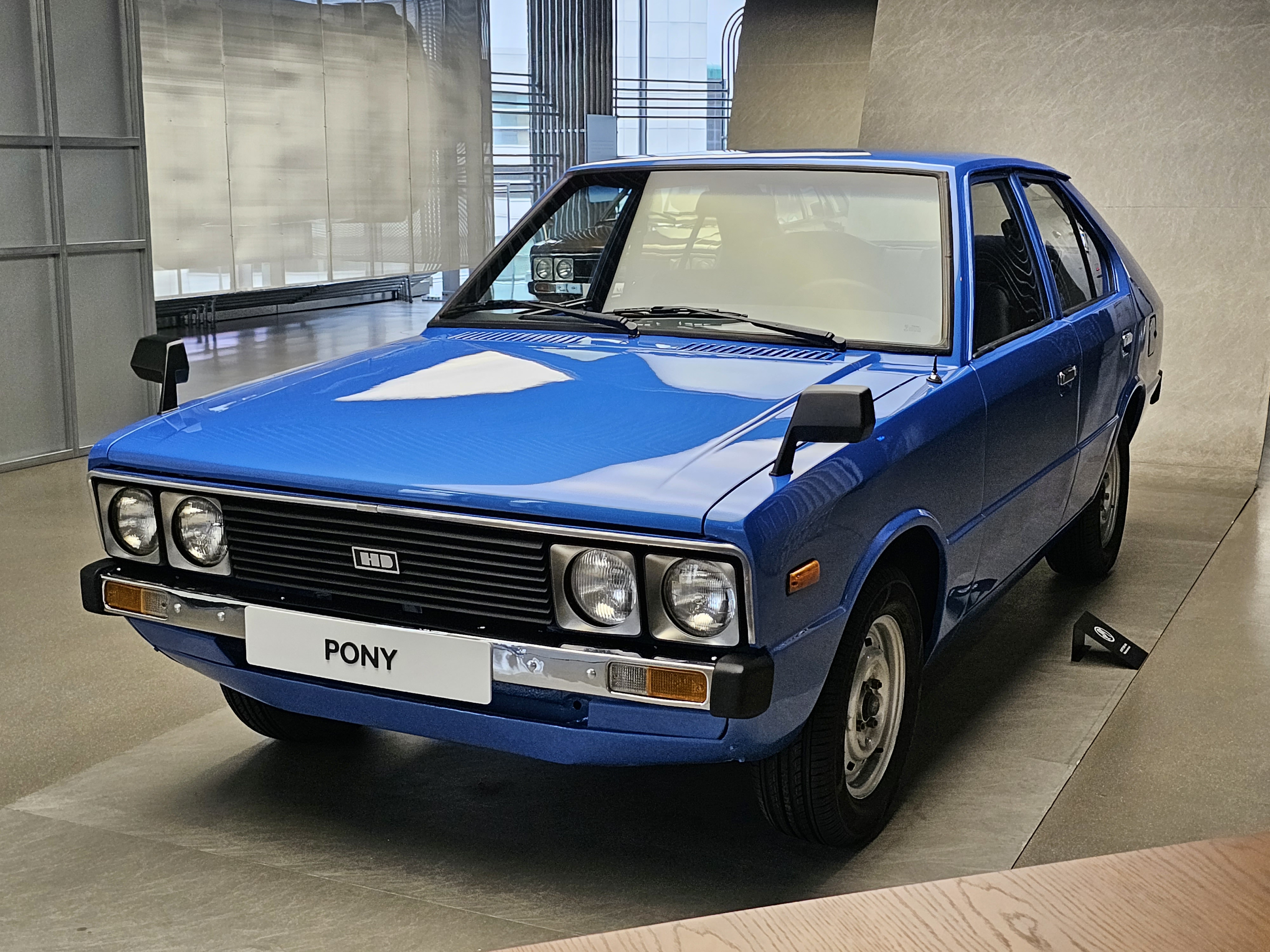
현대 포니 정측면

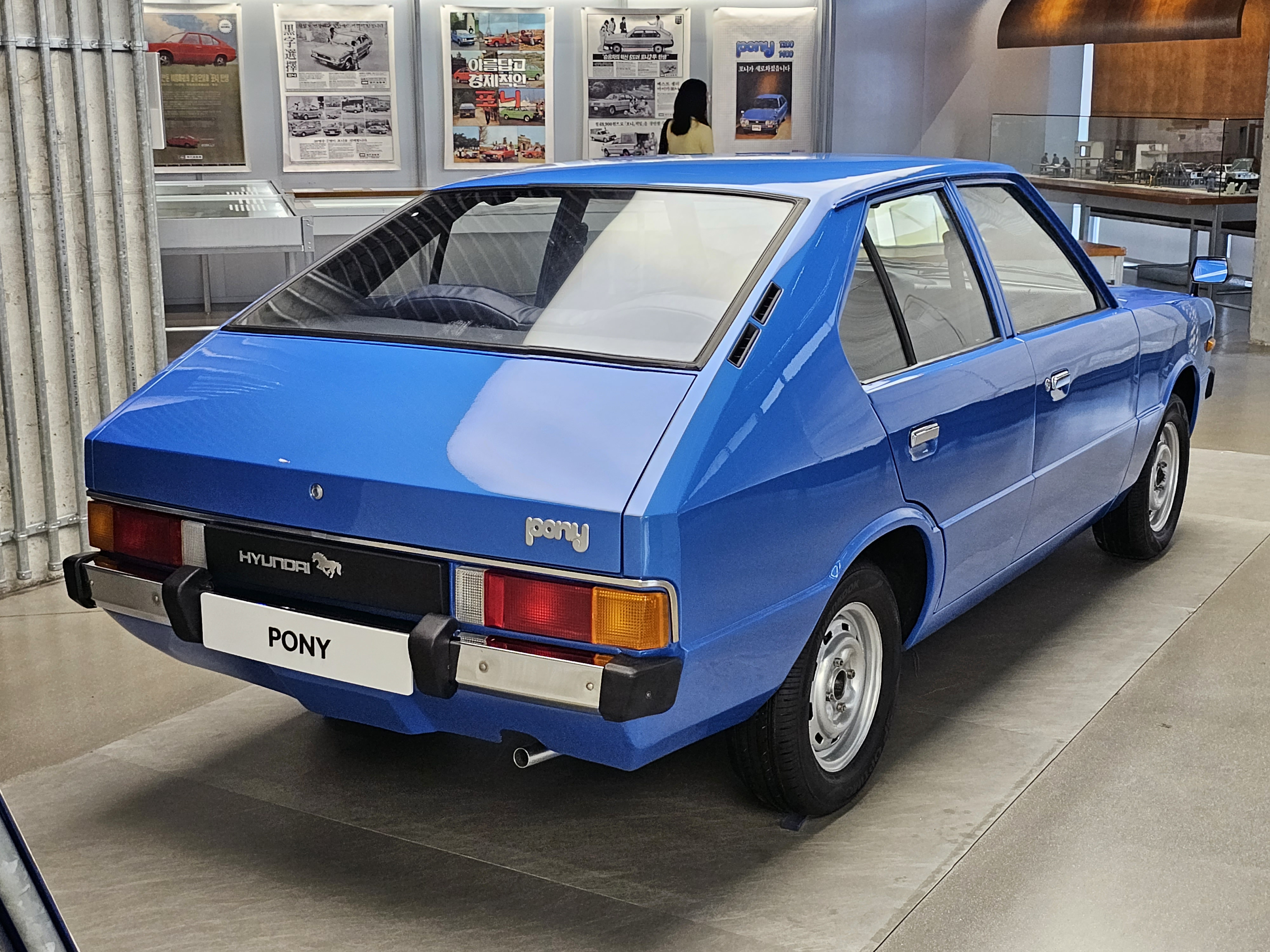
현대 포니 후측면

포드와의 기술 이전이 결렬되자 현대자동차는 1973년부터 독자적인 고유모델 개발을 모색하였고, 이탈리아의 자동차 디자이너인 조르제토 쥬지아로가 운영하는 카로체리아인 이탈디자인에 디자인을 의뢰하였다. 이탈디자인은 1973년 9월부터 디자인을 시작하여 같은 해 10월에 4개의 스케치를 완료하였고, 품평을 거쳐 디자인을 결정하였다. 당시 현대자동차가 이탈디자인과 차량 설계 도면과 금형 제작용 프로토타입에 대한 계약을 체결하여 지불한 비용은 120만 달러로, 당시는 엄청난 액수임에도 지불하기로 결정하였다. 포니라는 차명은 당시 대한민국에서 공모를 통하여 지었는데, 수출 지향적인 부분도 반영되었다.
1974년 11월에 이탈리아 토리노 모터쇼에서 포니와 콘셉트 카인 포니 쿠페가 공개되었다. 포니 쿠페는 실제로 시판되지 못하여 콘셉트 카 단계에서 마무리되었다. 엔진은 당시 현대자동차의 기술제휴 회사였던 미쓰비시 자동차의 1,238cc 새턴 엔진과 4단 수동변속기를 적용하였으며, 미쓰비시 랜서의 후륜구동 플랫폼을 기반으로 제작되었다. 포니 개발 과정에 당시 현대건설에 재직 중이었던 이명박도 참여한 것으로 보인다. 포니는 대한민국 최초의 고유모델 자동차이며, 이를 통하여 대한민국은 아시아에서는 일본에 이어 2번째로, 세계에서는 16번째로 고유모델 자동차를 만든 국가가 되었다. 1976년 1월 26일부터 판매가 시작되었으며, 가격은 2,289,200원 선에서 판매되었다. 같은 해 대한민국 승용차 시장에서 폭발적인 인기를 끌어 당시 자동차 및 차종이 많지 않던 시대에 10,726대가 판매되어 43.5%의 점유율을 보였다. 포니는 차명에 어울리는 조랑말 모양의 엠블럼을 적용하였다. 단숨에 인기 차량으로 등극한 포니는 에콰도르에 5대를 수출된 것을 시작으로, 다른 국가에도 서서히 수출되었다. 에콰도르 수출분 중 1대는 20년 간 현지에서 택시로 150만km을 주행하고 현대자동차 역사관에 전시되기 위해 1996년 대한민국에 재반입됐다. 이후 5도어 스테이션 왜건과 2도어 픽업 트럭, 3도어 해치백이 바디 타입에 더해졌다. 또한 아이신의 3단 자동변속기도 옵션으로 추가됐다. 1980년에는 1,439cc 새턴 엔진을 탑재한 포니 1400을 선보였다.
표준 모델은 겉으로는 5도어 해치백으로 보이지만, 실제로는 테일 게이트가 뒷유리와 함께 열리지 않기 때문에 캐빈 룸과 트렁크 룸이 분리된 4도어 패스트백이다. 이후에 나온 포니 3도어형이 진정한 해치백 형식을 따랐고, 테일 게이트가 뒷 유리까지 연결된 것이 4도어 패스트백과의 차이점이다. 왜건 또한 리어 해치 도어가 장착되어 있다.
포니는 1982년 2월까지 모두 297,903대가 생산되었다. 1982년 2월 19일에 포니 Ⅱ로 페이스리프트를 거쳤으나, 당시 포니 Ⅱ LPG에서 기술적인 문제가 발견되어 전국 택시운송사업조합연합회, 전국개인택시운송사업조합연합회 (이하 조합회) 등의 요구로 기존 포니는 1985년 12월까지 택시용(염가형 이하 기준 포함)으로 병행 생산되었다.
2009년 6월에는 국립민속박물관에서 포니1 픽업을 소장하게 되었다고 밝혔고, 2012년 1월에는 울산박물관에서 포니를 구입해 영구 전시한다고 밝혔다. 1970년대와 1980년대를 배경으로 하는 영화나 드라마에서 모습을 드러내기도 한다.
2021년에 출시한 아이오닉 5의 앞 라이트와 후면 모델명 자리는 포니1에서 약간씩 차용한 스타일이다. 2022년에 공개한 아이오닉 6는 포니1처럼 패스트백형 디자인이면서도 뒤 트렁크가 해치식이 아니다.

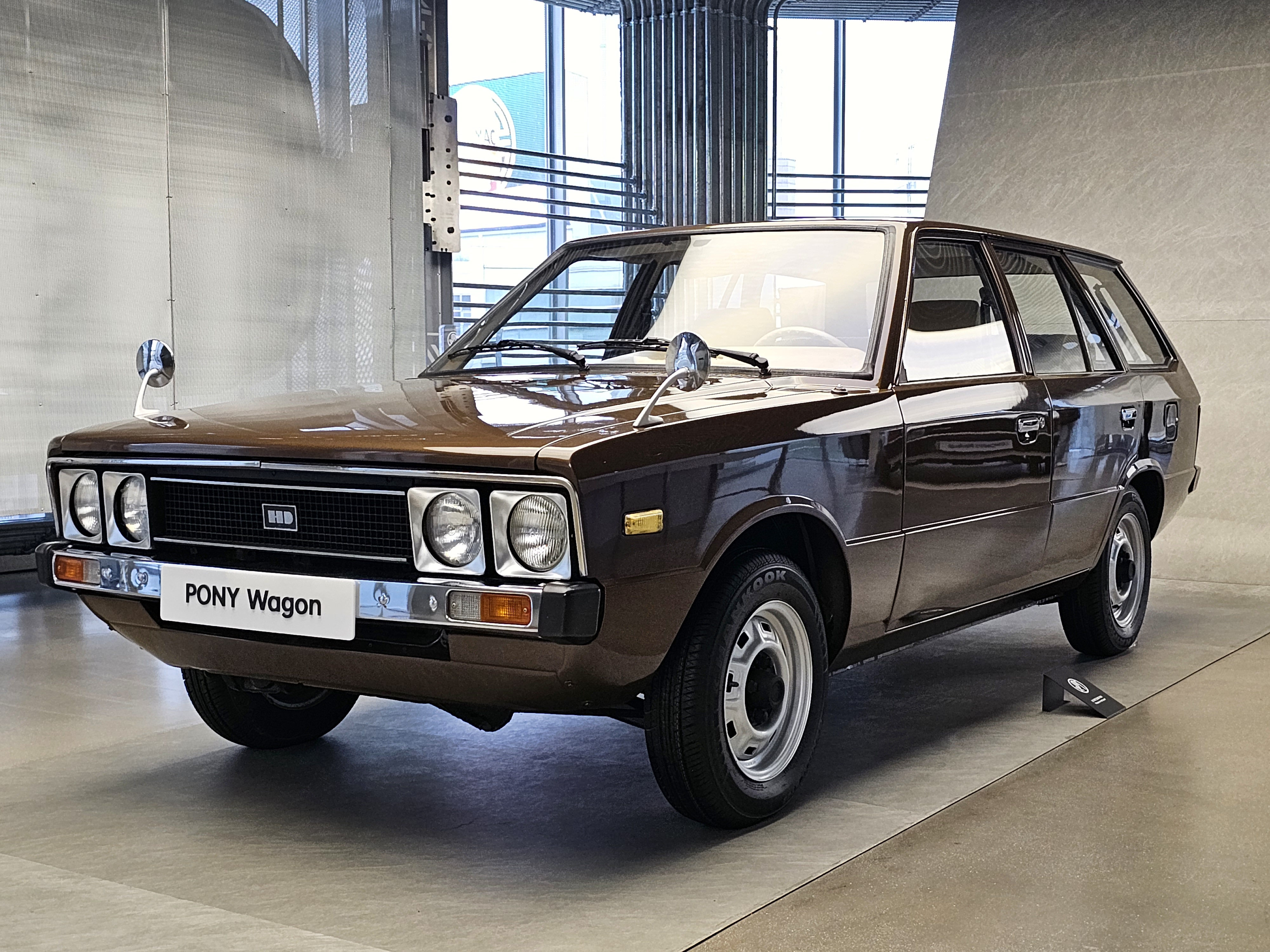
현대 포니 왜건 정측면
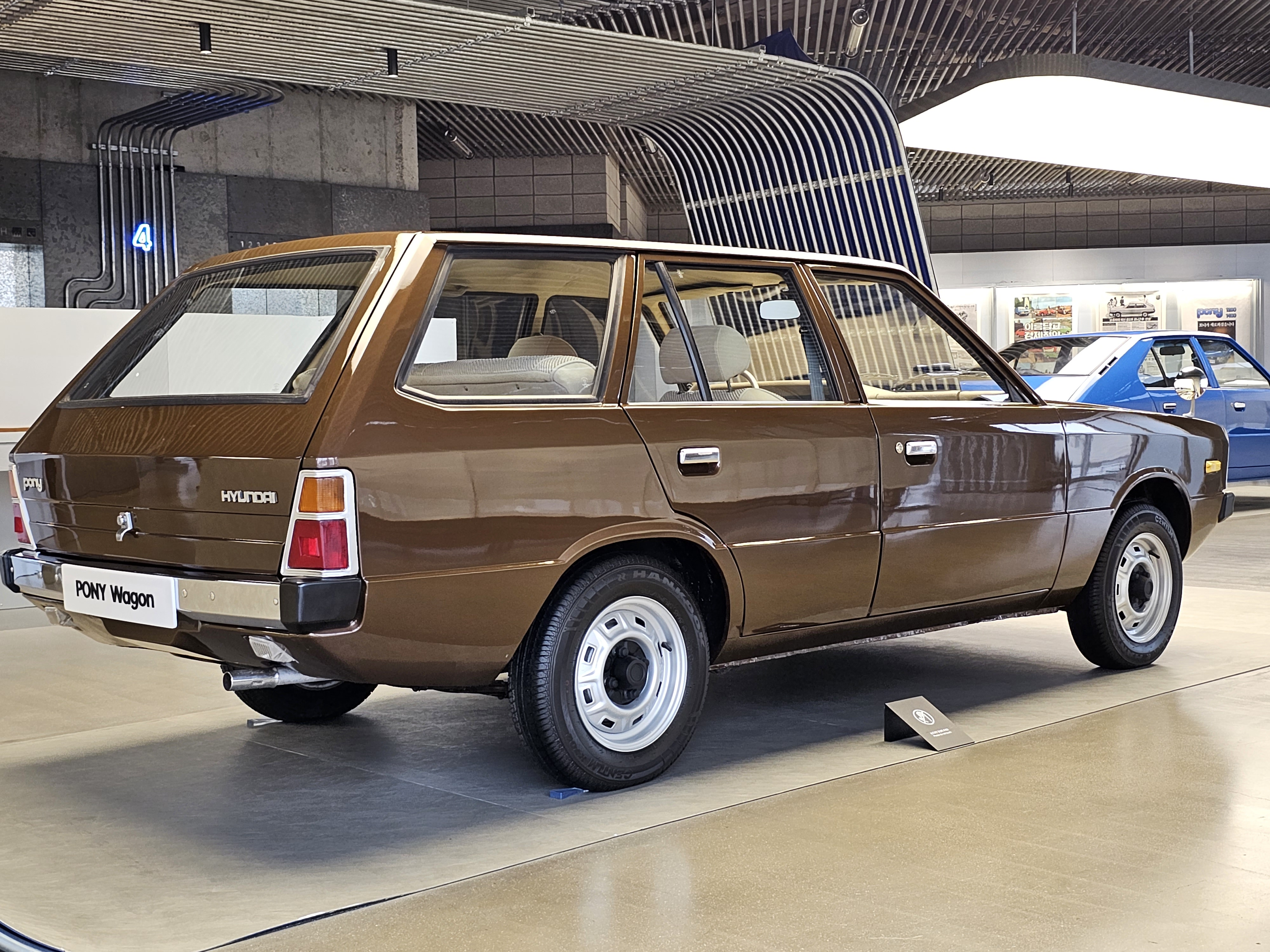
현대 포니 왜건 후측면
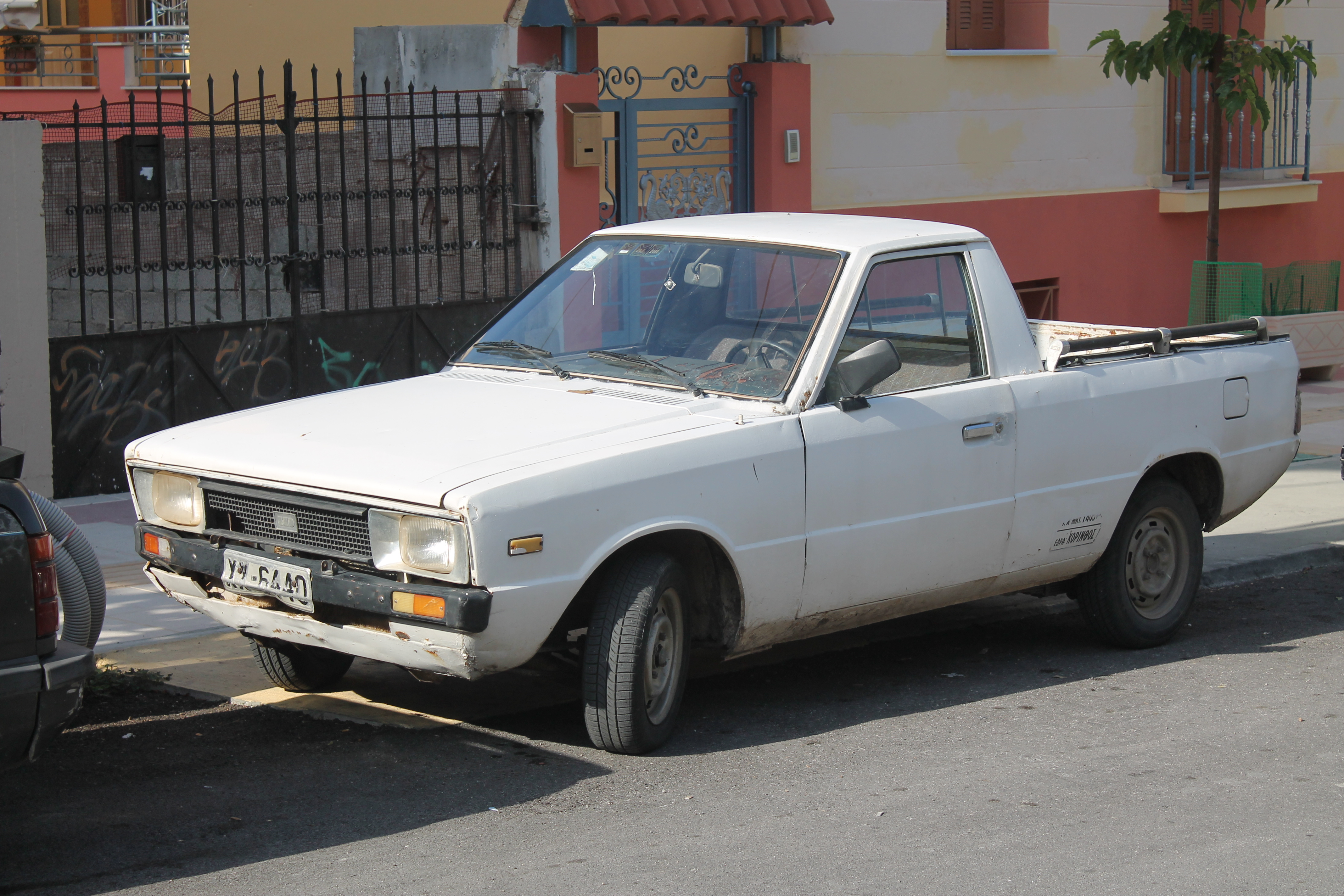
현대 포니 픽업 정측면
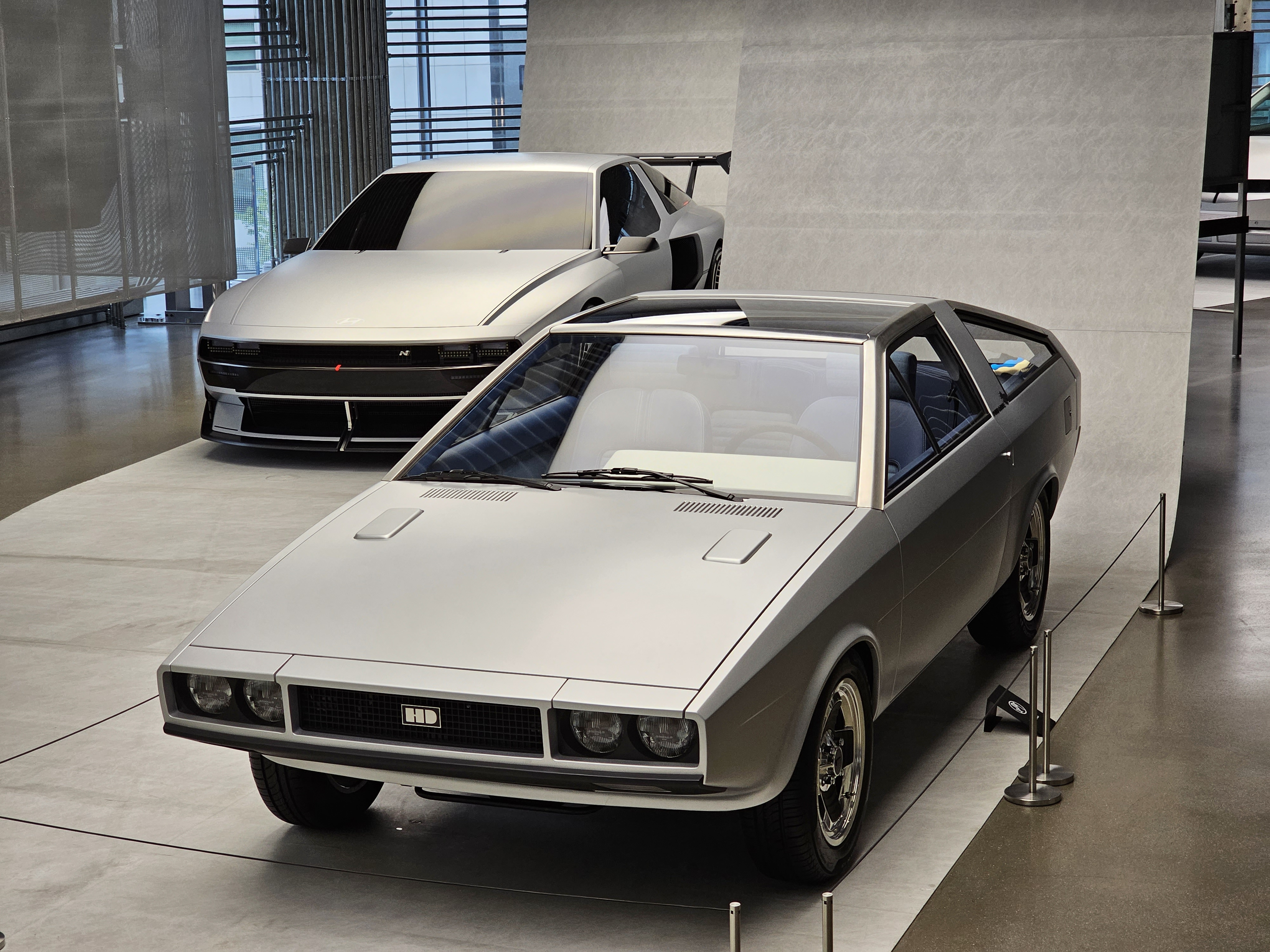
현대 포니 쿠페 컨셉트 전면
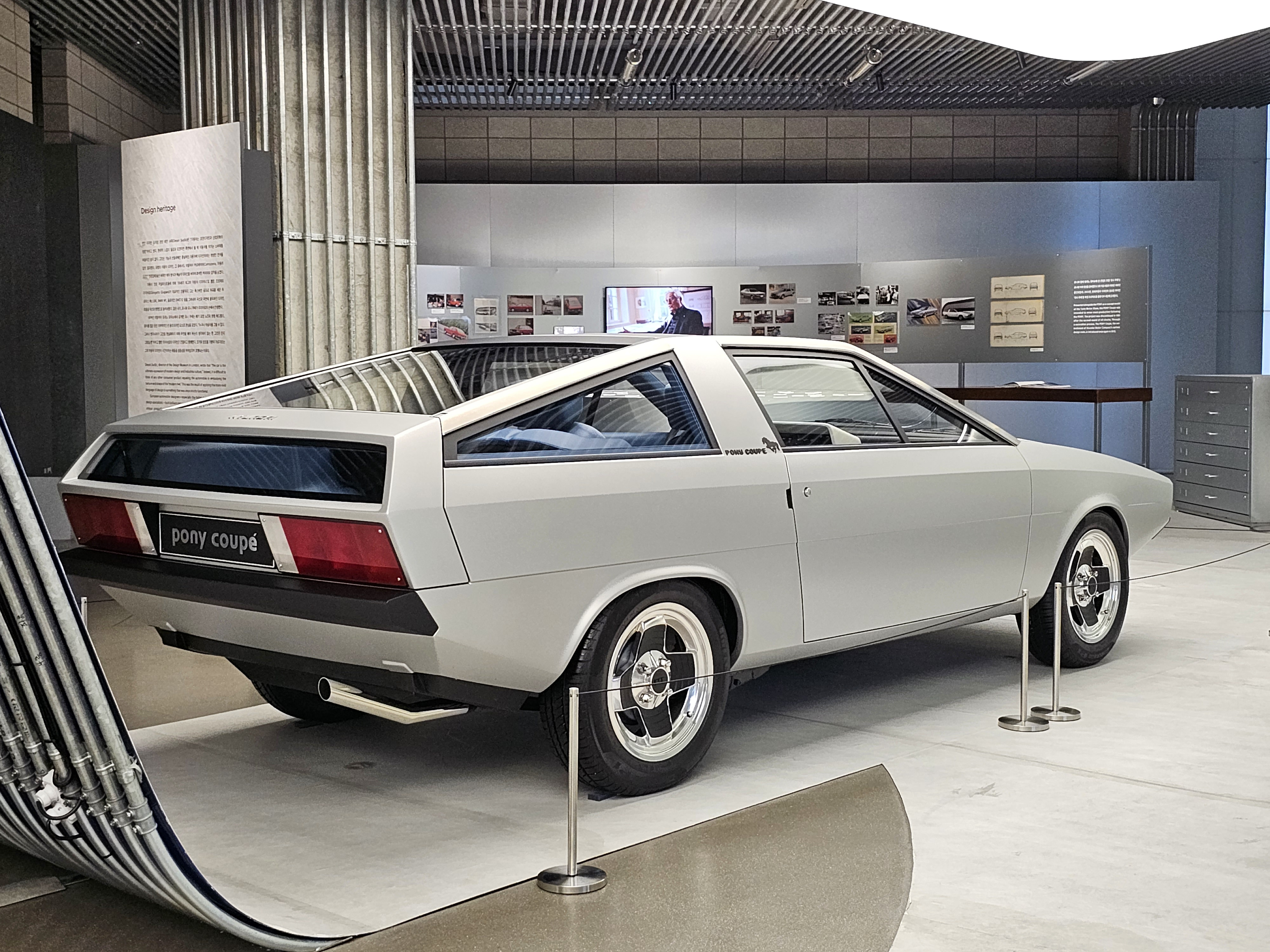
현대 포니 쿠페 컨셉트 후면

제원
| 구분                | 포니                                                           |
| ------------------- | -------------------------------------------------------------- |
| 전장(mm)            | 3,970(3도어 해치백, 4도어 패스트백) 3,980(5도어 스테이션 왜건) |
| 전폭(mm)            | 1,558(3도어 해치백, 4도어 패스트백) 1,560(5도어 스테이션 왜건) |
| 전고(mm)            | 1,360                                                          |
| 축거(mm)            | 2,340                                                          |
| 윤거(전, mm)        | 1,278                                                          |
| 윤거(후, mm)        | 1,248                                                          |
| 승차 정원           | 2명(픽업) 5명                                                  |
| 변속기              | 수동 4단 자동 3단                                              |
| 서스펜션(전/후)     | 맥퍼슨 스트럿/판 스프링                                        |
| 구동 형식           | 후륜구동                                                       |
| 엔진 형식           | GTS(1.2L) GNS(1.4L)                                            |
| 연료                | 가솔린                                                         |
| 배기량(cc)          | 1,238(1.2L) 1,439(1.4L)                                        |
| 최고 출력(ps/rpm)   | 80/6,300(1.2L) 92/6,300(1.4L)                                  |
| 최대 토크(kg*m/rpm) | 10.8/4,000(1.2L) 12.5/4,000(1.4L)                              |

### 포니 Ⅱ(1982년2월~1990년1월)

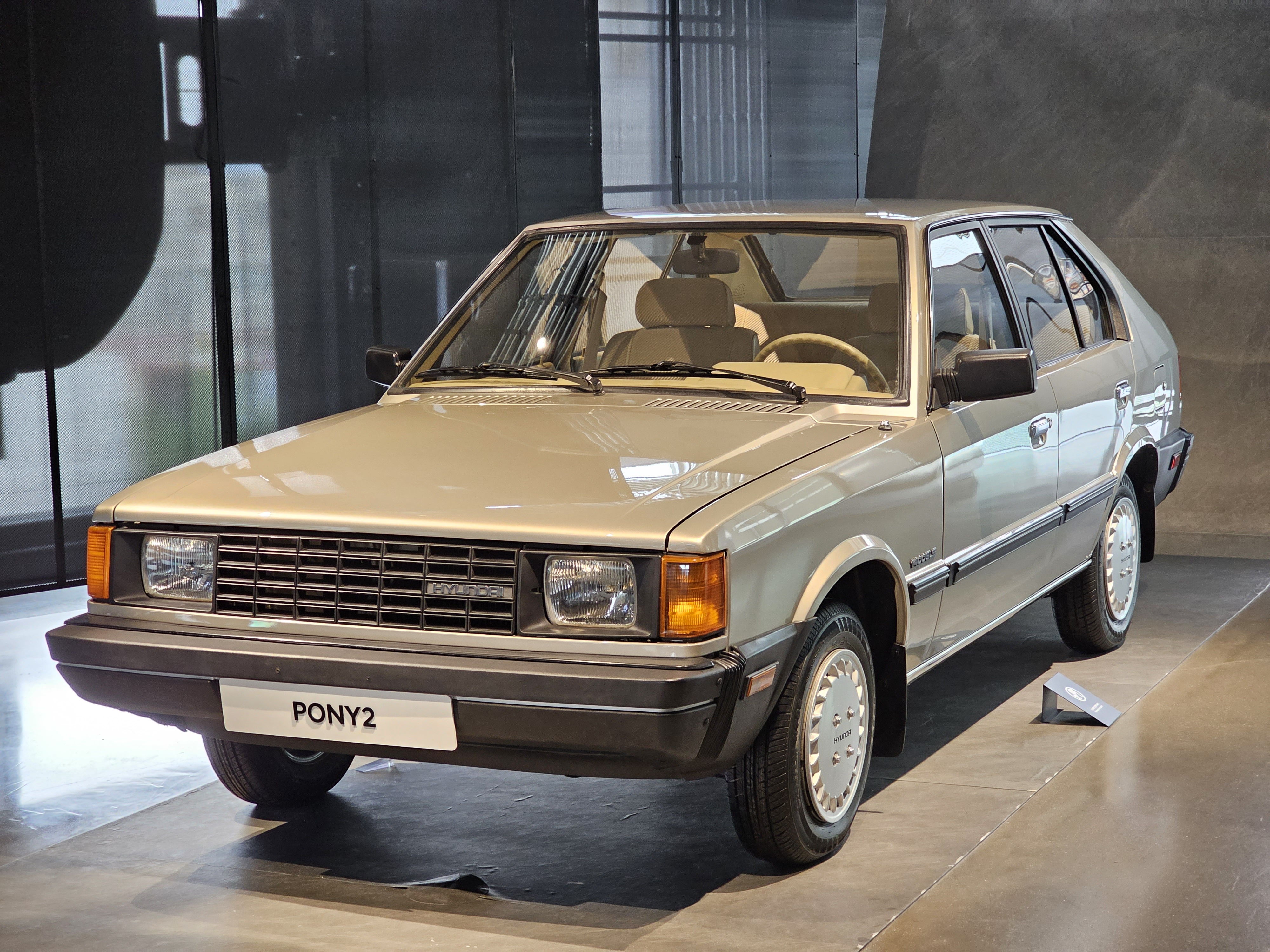
현대 포니 Ⅱ CX 정측면

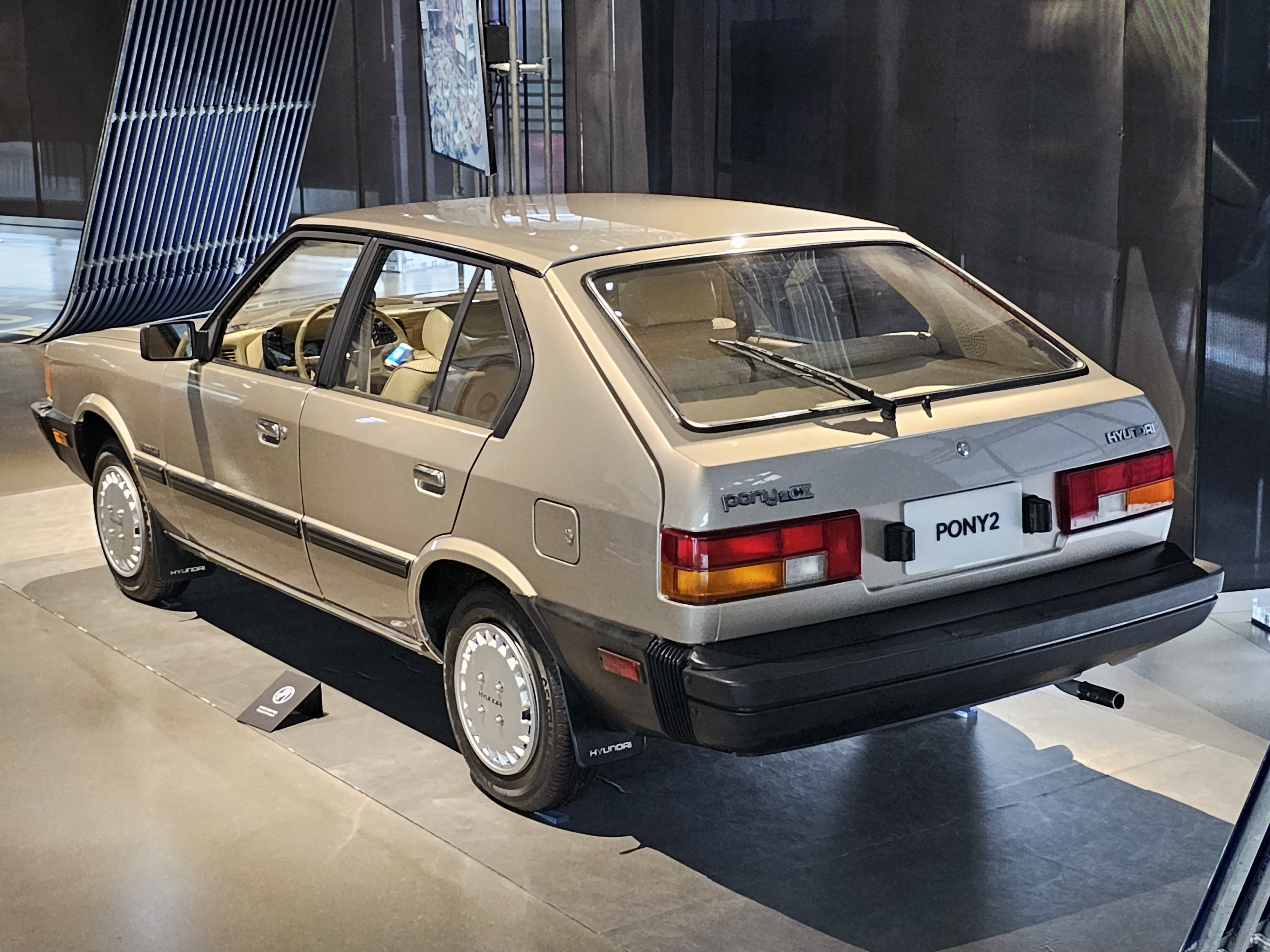
현대 포니 Ⅱ CX 후측면

1982년 2월 19일에 페이스리프트를 거친 포니 Ⅱ가 출시되었다. 당초 현대자동차는 판매 가격을 3,485,000원으로 책정하였지만, 상공부가 14,000원 내린 가격에 출고하도록 지시하여 출시 당시 가격은 3,471,000원이 되었다. 3도어 해치백과 5도어 스테이션 왜건은 판매 부진으로 없어졌고, 5도어 해치백과 2도어 적재중량 0.4톤의 픽업 트럭만 생산되었다. 기존 포니는 캐빈 룸과 트렁크 룸이 분리된 4도어 패스트백이였으나, 포니 Ⅱ는 캐빈 룸과 트렁크 룸이 연결된 5도어 해치백으로 탈바꿈하였다. 현대자동차는 포니 Ⅱ를 통하여 캐나다에 수출을 개시하였으며, 시속 5마일의 속도로 충돌해도 차체 손상을 막는 에너지 흡수형 범퍼가 달린 것이 특징이다. 캐나다 수출용은 1984년 5월 1일부터 대한민국에서 CX라는 트림으로 판매되었다.
영업용 LPG 택시도 나왔으나, 출시 초기에는 기술적인 문제가 발견되어 한동안 포니1 택시가 병행 판매되었다.
1985년에 전륜구동 방식의 후속 차종인 엑셀이 출시되었으나, 병행 판매되었다.
내수용에는 1.2/1.4리터 엔진과 4단 수동변속기가 적용됐으나, 수출용에는 1.6리터 엔진과 5단 수동변속기가 장착됐다.
승용 모델은 1988년 4월에, 영업용 택시와 픽업트럭은 1990년 1월에 단종됐다. 대한민국에서는 1990년 1월까지 363,598대가 생산되어 포니의 판매량을 앞질렸다. 이후에는 후속 차량들의 수출명으로 이용되었는데 일부 국가들에서는 엑셀이 포니로 판매되었고, 이후 프랑스에서는 엑센트(X3) 또한 포니로 팔렸다.

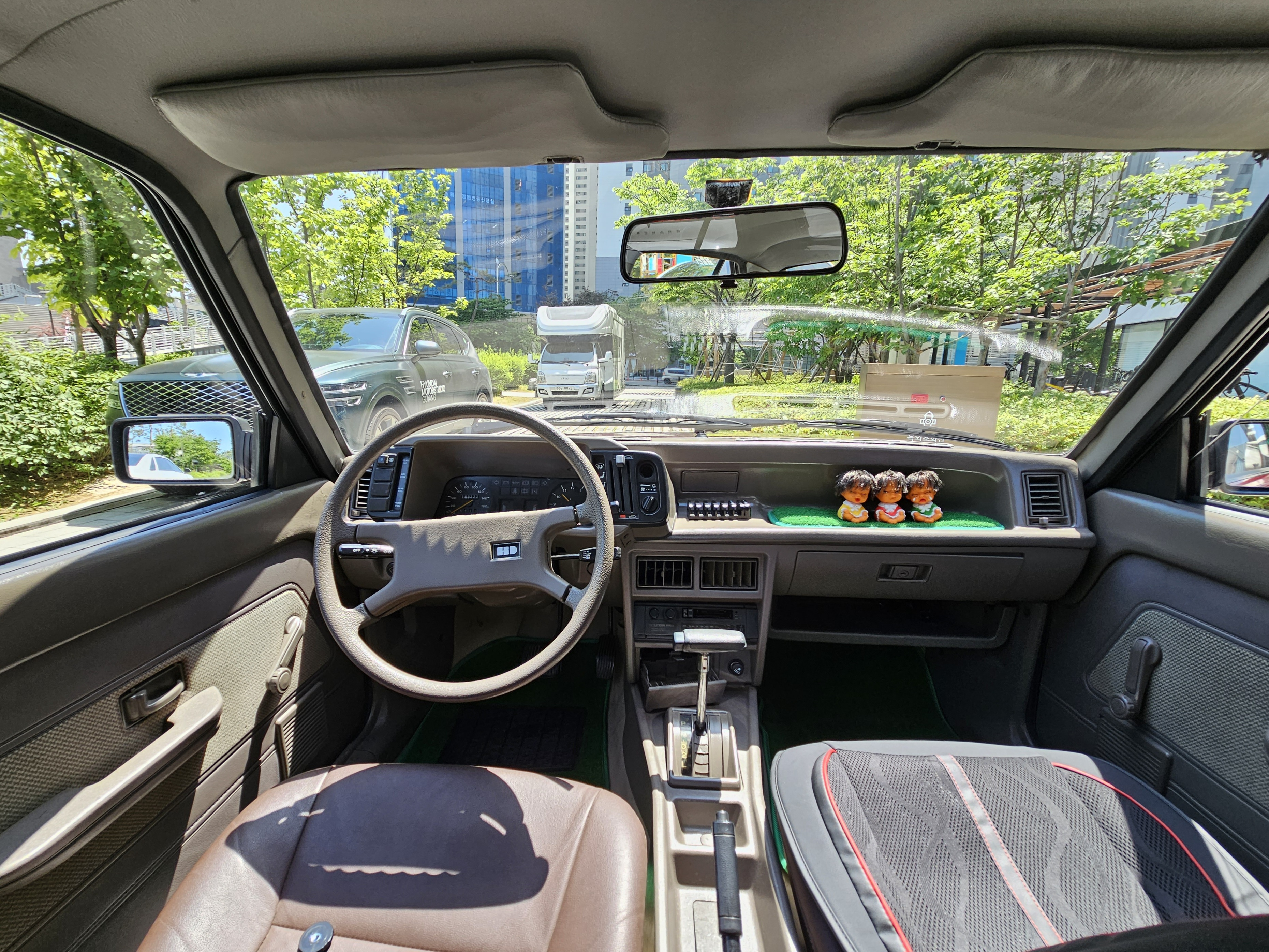
현대 포니 II CX 실내
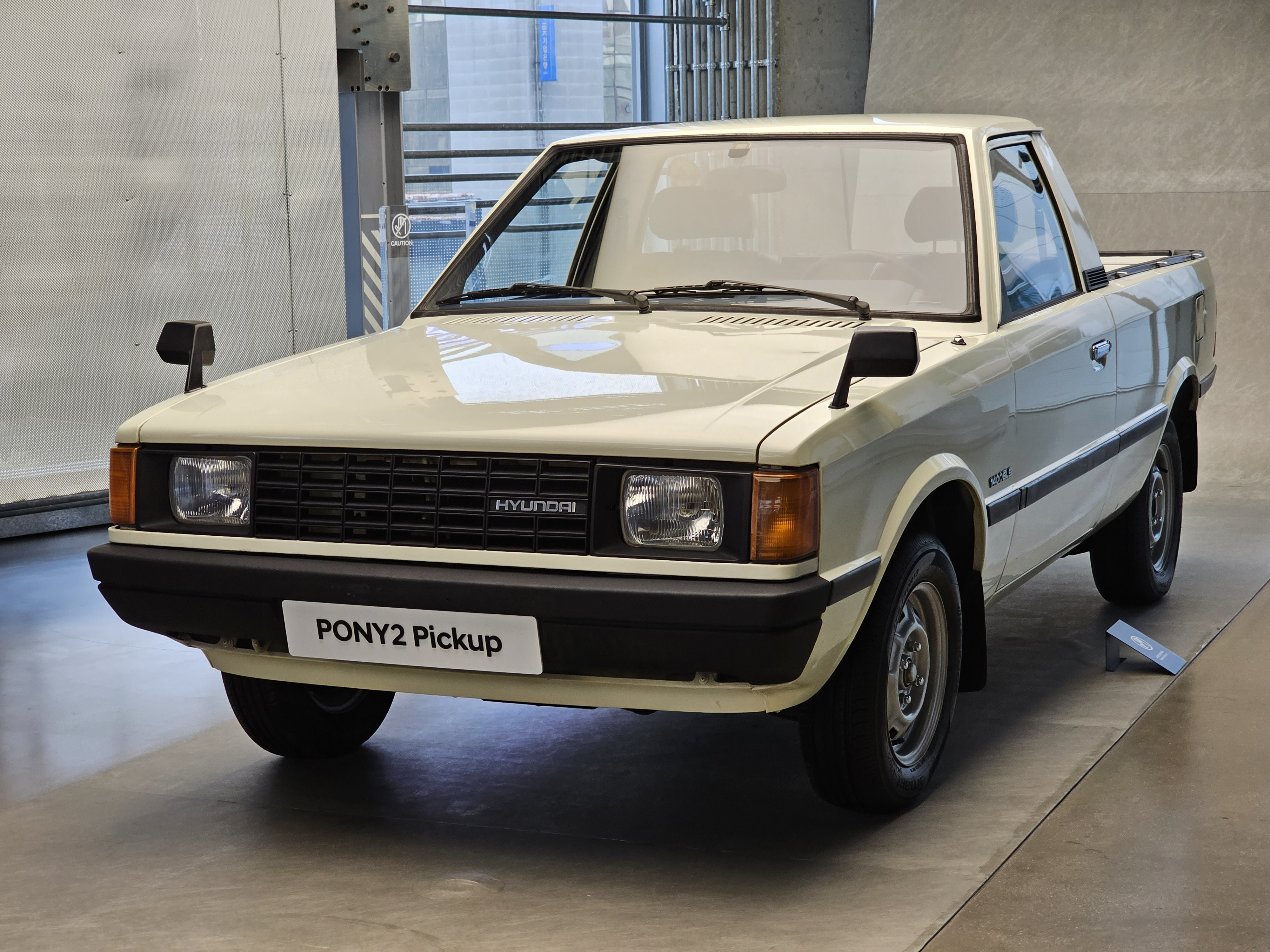
현대 포니 II 픽업 정측면
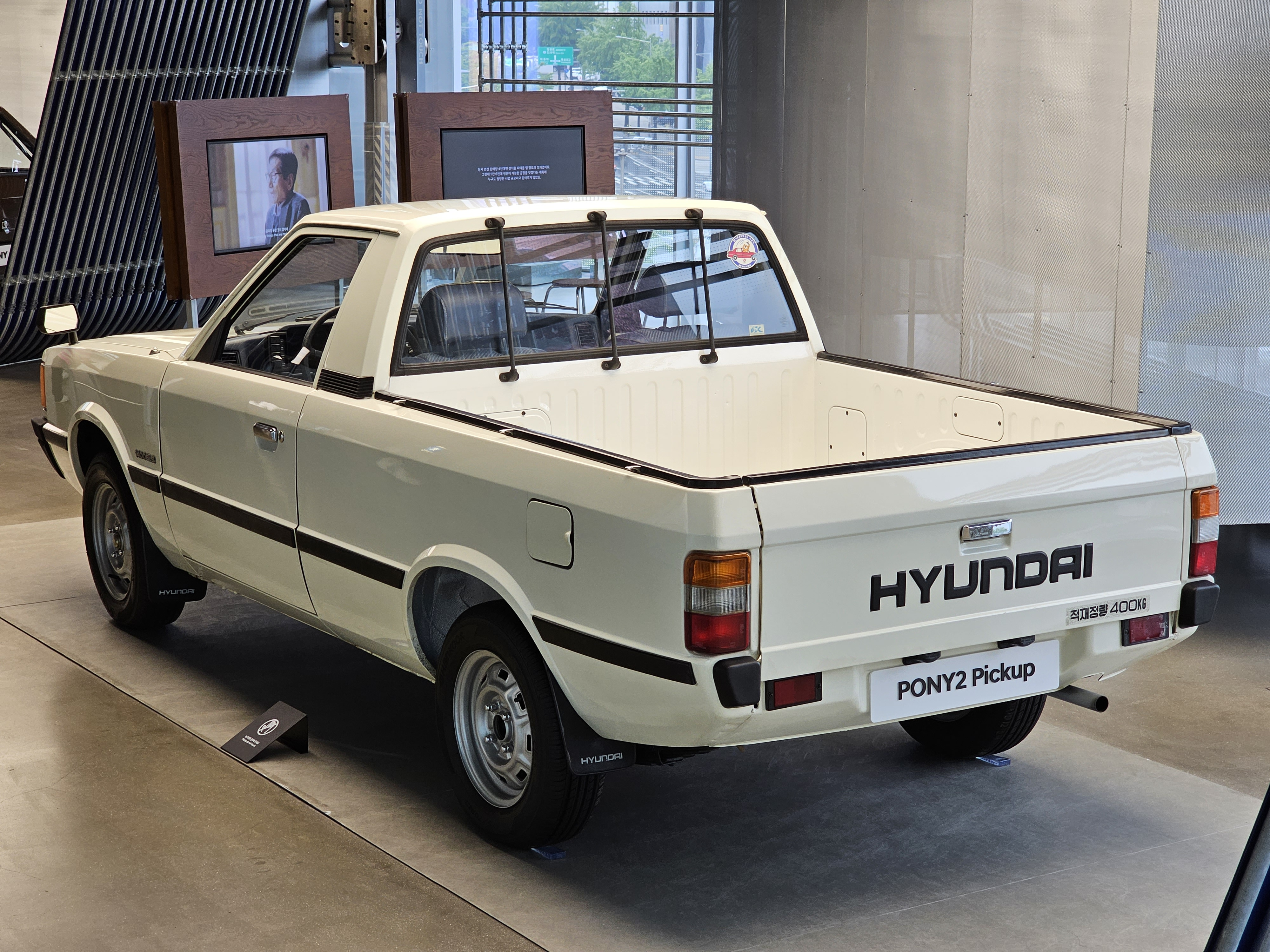
현대 포니 II 픽업 후측면

제원
| 구분                | 포니 Ⅱ                                                       |
| ------------------- | ------------------------------------------------------------ |
| 전장(mm)            | 4,029(5도어 해치백) 4,184(5도어 해치백 CX) 3,998(2도어 픽업) |
| 전폭(mm)            | 1,566                                                        |
| 전고(mm)            | 1,327(5도어 해치백) 1,367(2도어 픽업)                        |
| 축거(mm)            | 2,340                                                        |
| 윤거(전, mm)        | 1,298                                                        |
| 윤거(후, mm)        | 1,288                                                        |
| 승차 정원           | 2명(픽업) 5명                                                |
| 변속기              | 수동 4단 자동 3단                                            |
| 서스펜션(전/후)     | 맥퍼슨 스트럿/판 스프링                                      |
| 구동 형식           | 후륜구동                                                     |
| 엔진 형식           | GTS(1.2L) GNS(1.4L)                                          |
| 연료                | 가솔린                                                       |
| 배기량(cc)          | 1,238(1.2L) 1,439(1.4L)                                      |
| 최고 출력(ps/rpm)   | 80/6,300(1.2L) 92/6,300(1.4L)                                |
| 최대 토크(kg*m/rpm) | 10.8/4,000(1.2L) 12.5/4,000(1.4L)                            |

## 2세대(NE1)
2019년 9월 10일 '2019 프랑크푸르트 모터쇼'를 통해 포니 전기차 '45 EV 콘셉트'를 공개했다.
현대자동차가 EV 전용 브랜드인 아이오닉을 출범했고, 아이오닉 5라는 이름으로 2021년에 출시했다. 대신 차급은 중형급으로 승격했다.

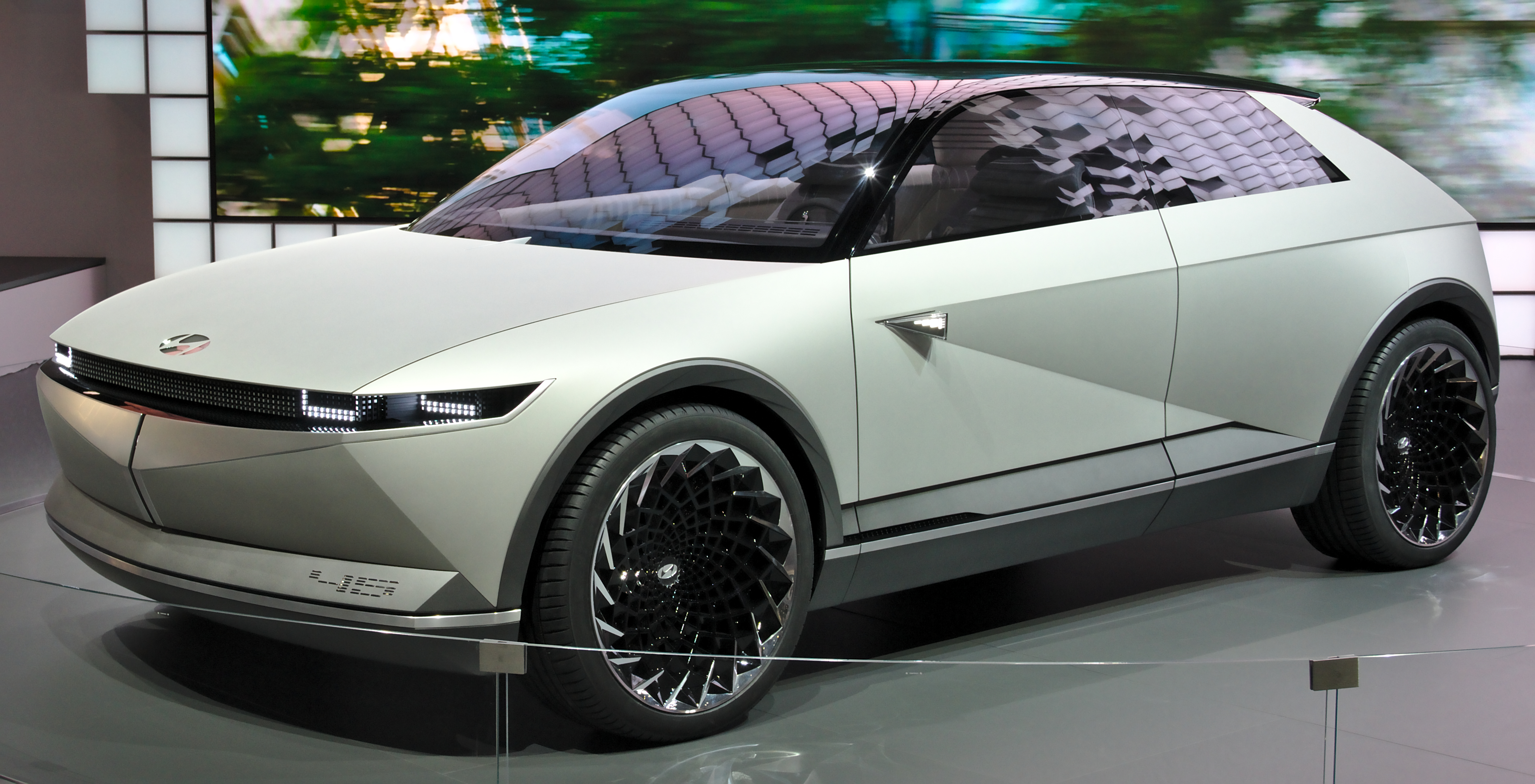
현대 45 EV 콘셉트 정측면

## 미디어 속의 포니
- 주호민 작가의 무한동력 33회에서 1982년식 포니2가 출연한다. 이 때, 진기한은 자동차 박물관에 괜히 갔다는 언급을 하였다.
- 현대자동차와 기아가 넥슨과 제휴를 맺어 카트라이더에서 프라이드와 함께 한정 판매한 적이 있었다. 지금이야 오래돼서 아무도 안타지만 등장 당시에는 나름 준수한 성능이었다.
- 영화 화려한 휴가에 촬영 당시 작품의 시대인 1980년대에 맞춰 영화 장면에 초대 포니를 투입하려고 올드 카 컬렉터들에게 수소문했으나 차량을 도무지 찾을 수가 없었다. 그러다 이집트에서 아직도 택시로 쓰인다는 것을 알고 5대를 촬영용으로 공수한 것으로 알려져 화제가 되기도 하였다.[6]
- 카톡쇼에서 기아 브리사와 함께 초대 포니를 섭외해서 촬영한 적이 있다. 브리사의 경우 도로에서 한 번 시동이 꺼져 밀어서 시동을 켜기도 했다. 하지만 이를 제외하면 성공적으로 리뷰를 마쳤을 정도로 기본 성능은 거의 그대로 유지되어 있었다.
- tvN의 복고 드라마 응답하라 1988에서 금색 포니2가 김성균의 차로 등장했다. 10화 이후부터는 프라이드로 바꾼다.
- 탑기어 코리아 시즌 6 MAXIMUM SPEED 코너에서 한 오너가 포니 2를 끌고 나온 적이 있었다. 물론 결과는 패배였지만 오너는 이 차를 끌고 온 것만으로도 영광이라고 한다.
- 만화 헬로 카봇에서는 카봇 마이스터가 등장하는데, 마이스터의 로봇 모드로 변신하기 전 차량이 포니이다. 평소에는 3도어이지만, 택시 모드에서는 4도어 모델로 변한다.
- 만화 터닝메카드에서는 메카니멀 아라게가 등장하는데, 아라게의 로봇 모드로 변신하기 전 차량이 포니이다.
- 어린이 영화 은하에서 온 별똥왕자 시리즈에서는 뽀식박사(이용식)가 운전하던 알록달록한 무늬에 여러 가지 장비를 붙여 개조한 포니가 있다.
- 5·18 광주 민주화 운동을 배경으로 하는 영화 택시운전사에서는 배우 유해진 등이 운전하는 차량으로 나온다. 다만 몇몇 포니 Ⅱ를 포니1로 개조하여 촬영했으며, 뒷문짝에서 증거를 알 수 있다.
- 만화 내일은 실험왕에서 교장선생님의 차량으로 나온다.
- 게임 배틀그라운드의 신맵인 테이고에서 포니 컨셉트카가 나오기도 했다.
- 1981년 영화 "빙점"에서는 상류층 아들의 마이카로 포니1 빨간색 모델이 등장하는데 1980년대 포니의 위상을 알 수 있다.
- 영화 극비수사 에서는 유해진의 차로 1978년식 포니1 모델이 등장한다. 이 차량은 1978년도의 서울과 부산을 재현하기위해서 한 개인소유자의 차를 빌려온 것이며 영화 상에서 자주 등장한다 원레 차량의 번호판은 "서울 2 라 1815 이지만 가끔 영화상에서 번호판이 바뀌어 나올때가 있다.
- 2022년 넷플릭스 드라마 "카지노" 에서 주인공(최민식)이 어렸을적 (1972년)을 회상하는 장면에서 금호상사의 포니 택시가 나온다. 하지만 포니택시는 1976년부터 시판했음으로 고증오류

## 기타
2022년 7월 15일 현대자동차에서 포니의 디자인을 재해석한 수소 전기차 'N Vision 74' 콘셉트카를 발표했다. 2023년 5월 현대차가 비전 74의 양산할 예정이라는 기사가 나왔다. 현대차는 27일, '포니 데이'를 맞아 쿠페 양산 발표와 양산형 모델을 공개할 예정이다.

## 대중문화
배틀그라운드 업데이트로 포니자동차가 출시됐다.